# Велизар (војсковођа)
Велизар (грч. Βελισάριος, лат. Belisarius; Германија, између 500 и 505 — Константинопољ, 565) је био истакнути војсковођа источноримског (византијског) цара Јустинијана I који је, углавном успешно, водио ратове против Персијанаца на источној граници Царства, против Вандала у Африци и Острогота у Италији.

## Почеци војничке каријере

### Младост
Велизар је био нешто млађи од Јустинијана, али прецизна разлика у годинама између цара и његовог највећег војсковође није позната. Може се само претпоставити да је рођен између 500. и 505. године. Место Велизаровог рођења је ипак забележено. У питању је било село Германија у Доњој Мезији (данас село Сапаревска Бања у западној Бугарској у близини Ћустендила/Велбужда). Судећи по имену, Велизар је припадао романизованом слоју становништва Балкана, можда је био пореклом Трачанин или чак Гот.
Није познато када је ступио у војну службу нити када је дошао у Константинопољ. По Прокопију, Велизар је био висок и наочит и као такав је привукао пажњу врховног заповедника римске војске (лат. magister utrisque militum) и царевог сестрића Јустинијана. Јустинов наследник је Велизара уврстио међу своје гардисте.
Јустинијан је оженио Велизара Антонином, добром пријатељицом царице Теодоре. Две жене су делиле не само пријатељство, већ и сличну животну судбину. Антонина је била ћерка солунског возача четворопрега и глумица која је вероватно још у театарским данима упознала плесачицу Теодору, будућу августу. Антонина је била петнаестак година старија од свог већ другог супруга и у брак са Велизаром је довела и сина Фотија и бар једну кћер. Заједно су имали само једно дете, ћерку Јовану (Ioannina). По наводима Прокопија, који се дубоко дивио Велизаровим људским и војничким квалитетима, Антонина је била доминантна у односу на њеног мужа слабе воље. Преко ње Теодора је неретко утицала на Велизарове планове. Ипак, Антонина блискост са Теодором је бар у почетку имала позитиван утицај на Велизарову каријеру.

### Рат са Персијом
Иберијски рат Византије са Сасанидском Персијом је започет 526. године око превласти над маленом кавкаском краљевином Иберијом (данашња источна и јужна Грузија). Два римска похода из 527. године, који су имали карактер пљачкашких упада, били су усмерени против Парсарменије, дела Јерменије под персијском влашћу. Кампања, у којој је Велизар поделио команду са Ситом, још једним војсковођом трачког порекла, показала се само полууспешном. У сваком случају, могуће је да је Јустинијан, у то време прави владар Царства уместо свог времешног ујака Јустина I, намеравао да изврши просту демонстрацију силе уместо отпочињања озбиљнијег сукоба са моћним источним суседом.
Јустинијан је званично постао цар 1. августа 527. године. Нови цар је, као прави римски август сматрао за своју обавезу да обнови моћ Царства на западу где су сада варвари држали под својом влашћу некадашње римске територије. Међутим, прва Јустинијанова брига била је постизање споразума са Сасанидском Персијом. Цар је недуго по преузимању престола именовао Велизара за врховног заповедника римске војске у Месопотамији (dux Mesopotamiae). У време трајања преговора у зиму 527/28. године Велизар је по царевом наређењу утврдио границу и када су сукоби обновљени у пролеће 529. године Велизар је промовисан у врховног заповедника римске војске на Истоку (magister militum per Orientem). Када се показало да је циљ персијског похода из 530. године освајање важне тврђаве Даре, Велизар је упућен у град са око 25.000 људи. Византијски војсковођа је наредио подизање палисада око римског војног логора ван зидина града што се показало се корисном пред бројчано надмоћнијом персијском војском од 40.000 ратника. После дводневних борби у бици код Даре Византинци су однели победу и нанели тешке губитке непријатељу. По први пут, после дужег времена, забележио је сведок догађаја историчар Прокопије из Цезареје, Римљани су успели да поразе тако бројну персијску војску.
Наредне 531. године, Персијанци су напали Комагену и Велизар, након што је обезбедио Месопотамију, је повео главнину војске од неких 20.000 војника. Уз пут им се придружило и око 5.000 Гасанидских Арапа. Малобројнија персијска војска је пресретнута код Калиника на реци Еуфрат. Иако су се Персијанци повлачили са територије Царства, официри су наваљивали на Велизара да непријатељу наметне битку. Битка код Калиника, вођена на Васкрс 19. априла 531. година, завршила се поразом Византинаца. По Прокопију, када су Персијанци пробили римски војни ред, Велизар је наредио својим официрима да сјашу и заједно са њима се лично умешао у битку и спасао своју војску потпуног пораза. Ипак, Јован Малала је записао како је Велизар у ствари напустио бој и склонио се у Калиник, док су његови подређени официри спасавали војску. Малалин приказ догађаја је изгледа веродостојнији пошто знамо да је 531. године Велизар смењен и опозван у Константинопољ. До почетка одлучнијих мировних преговора дошло тек када је персијски краљ Кавад I умро. Јустинијан је са новим шахом Хозројем I склопио Вечни мир у септембру 532. године по цену високог годишњег данка.

### Устанак „Ника“
Мир са Персијом је скупо плаћен, али је цар и поред тога сматрао да мора уложити новац у опоравак источних провинција погођених серијом земљотреса 528-530. и у изградњу и улепшавање Цариграда. Заоштравање пореске политике изазвало је нереде у престоници из којих су се изродили сукоби дема Плавих и Зелених. Противмере царских власти изазвале су дотад незабележено побуну познату под именом “ Ника “ (13-18. јануара 532. године) у току које су здружени Плави и Зелени заузели важне положаје у Цариграду и за цара извикали Ипатија, сестрића Анастасија I. Јустинијан је након овог догађаја био скрхан и спремао се да побегне из престонице, али му је храброст повратила срчана и упорна супруга Теодора. По царевом допуштењу, Велизар је са групом себи лојалних готских најамника упао на хиподром и покушао да зароби Ипатија који је седео на трону у царској ложи. Царски гардисти око Ипатија су му се супротставили, инсистирајући на неутралности високих војних кругова. Велизар је наредио повлачење да не би рескирао отворени сукоб са гардом и то пред разјареном светином. Велизар, овога пута уз помоћ војсковође Мунда, је осмислио нову стратегију за дефинитивни обрачун са побуњеницима. Малобројна, али добро увежбана војска германских најамника, предвођена Велизаром и Мундом, упала је 18. јануара са две стране на хиподром и навалила на окупљене. Рачуна се да је само тог дана убијено око 30.000 побуњених Цариграђана без обзира на године и пол. Јустинијанов трон је осигуран, као и Велизаров положај. Велизар је поново именован за врховног команданта источних војски и тај чин је носио све до 542. године.

## Године успеха

### Освајање Африке
Најзад, Јустинијан је после свих недаћа имао нови задатак за Велизара-поход на Вандалску краљевину у Африци. Римски савезник Хилдерих је свргнут са престола, а нови краљ Вандала постао Гелимер. Цар је добио легитимни повод за објаву рата. На подстрек царских посланика, извесни Года, намесник Сардиније подигао је побуну против Гелимера. Пошто је највећи део вандалске флоте отпловио на Сардинију, крајем јуна 533. године око 500 римских бродова је испловила из Цариграда. Велизару је поверена врховна команда над малобројном и шароликом војском од око 16.000 људи коју су чинили Римљани, разнородни варварски најамници и неколико хиљада букелара (bucellarii), ратника у личној служби Велизара. Римљани су изненадили Вандале и дискретно се искрцали у близини данашњег Суса. На вест о искрцавању, Гелимер је неразборито погубио Хилдериха и сковао план да римску војску, која се није удаљавала од приморја, укљешти између три вандалске. Овај план се изјаловио пошто је Велизар поразио једну по једну и најзад 13. септембра 533. године недалеко од Картагине (на десетој миљи од града, одатле битка код Ад Децимума) је нанео тежак пораз Вандалима. Гелимер је побегао у пустиње источно од Картагине, док је Велизар тријумфално ушао у град 15. септембра. Међутим, Гелимер је у току зиме привукао на своју страну берберска племена и пресекао је картагински акведукт, тако да је половином децембра Велизар принудио вандалског краља на још једну отворену битку. На око 45 km од Карагине (битка код Ад Трикамарума) Велизар је извео силовити напад коњицом и заузео вандалски табор, док се вандалска војска разбежала. Гелимер је нашао уточиште међу Берберима у планинама јужне Нумидије, док је Велизар без отпора ушао у Хипон и заробио краљевску ризницу. Затим су римски војници послати да заузму Сардинију, Корзику, Балеарска острва и стратешки важне градове дуж обале све до Сеуте. Крајем марта 534. године и Гелимер се предао победнику, а у лето исте године Велизар је запловио пут Цариграда са богатим пленом и угледним заробљеницима. Африка је устројена у посебну префектуру и остављена под управом способног војсковође Соломона.
Велизар је у Цариград донео огроман плен међу којим је било и блага које су Вандали однели из Рима 455. године. Због великог војног успеха, који је готово неочекивано остварен, цар му је одобрио тријумф тако да је Велизар био први војсковођа коме је указана ова част, а који није био из царске породице, још од 19. п. н. е. и Августовог војсковође Луција Корнелија Балба. Врхунац тријумфа била је парада на хиподрому у Константинопољу на којој је Гелимер ритуално лишен краљевских инсигнија и натеран на проскинезу пред царским паром. Након ове прославе, Велизар је 1. јануара 535. године проглашен за конзула а његову инаугурацију су такође пратиле велике свечаности.

### Почетак Готског рата
Прилике у Италији биле су компликованије од оних у Африци, али су донекле биле сличне: легитимни владар, у овом случају краљица Амаласвинта, ћерка краља Теодориха Великог, била је пријатељ и савезник Царства. У новембру 534. године, да би утврдила своју позицију прогласила је свог рођака Теодата за савладара, али је нови краљ пришао краљичиним непријатељима и збацио је. Јустинијан се сада умешао и запретио оружјем у случају да се Амаласвинти не омогући повратак на власт. Када су стигле вести да је краљица убијена у тамници, Јустинијан је послао војсковођу Мунда у Далмацију, а Велизара на Сицилију чиме је отпочео Готски рат (535-552. године).
Велизар је стигао на Сицилију са маленом војском од неких 10.000 војника. Острво му је ипак пало у руке без борбе. Међутим, у Картагини је избила побуна неисплаћених римских војника и једино је Велизарова посета умирила побуњенике. Велики војсковођа се затим вратио на Сицилију али је због сличних проблема морао да одложи поход на јужну Италију за лето 536. године. Када се најзад искрцао на Апенинско полуострво, читава јужна Италија му се предала. Први озбиљнији отпор пружио је Напуљ, али је после неколико недеља опсаде Велизар заузео град и казнио смрћу припаднике готске странке града.

### Одбрана Рима
У међувремену готска војска је збацила неодлучног Теодата и извикала за краља Витигеса који се одмах повукао северно од Рима. После преговора са папом Силверијем Велизар је 9. децембра 536. године ушао у Вечни град. Одмах по уласку у град, Велизар је почео припреме за дугу опсаду правилно процењујући да ће Готи ускоро навалити. Витигес је убрзо подвргао Рим опсади која је потрајала преко годину дана.
Током овог тешког периода вођено је укупно 69 мањих борби. Сам Велизар је предузимао све: обилазио зидине, водио испаде из града, организовао грађане Рима у радне групе и сопственим примером храбрио својих 5.000 војника који су били вишеструко бројчано надјачани. Одбрана Рима сматра се данас највећим Велизаревим војним подухватом. Поред тога, Велизар је због оптужби због сарадње са Готима у марту 537. морао да смени Силверија и замени га Вигилијем који је био више по вољи монофизитским погледима царице Теодоре.

### Пад Равене
У лето и јесен најзад је пристигло појачање са Истока, а на челу војске и војсковође, попут евнуха Нарзеса, које су унеле раздор у византијску команду. Док је Велизар послао малени гарнизон који је успешно заузео Милано, Нарзес се супротставио акцији да се сада римски Милано спасе готске опсаде. Када је град пао у руке Гота и њихових франачких савезника у марту 539. године не само што су побијени византијски војници већ и цела градска популација. Згрожени цар је опозвао Нарзеса и поново је врховни ауторитет Велизара био неоспоран. Он је опрезно заузео средњу Италију утврђење по утврђење и у јесен 539. године опсео је готску престоницу Равену. Међутим, све немоћнији Витигес је био у контакту са другим великим непријатељем Византије, персијским краљем Хозројем I. Пошто се шах почео припремати за рат, Јустинијан је наредио Велизару да склопи што повољнији споразум са Остроготима који је требало да се по његовој замисли повуку северно од реке По. Готи су затражили да споразум потпише и Велизар, што је он одбио. Најзад, Готи су тајно понудили Велизару да га прогласе за западноримског цара и на тај начин и сачувају своју самосталност и окончају рат. Велизар, потпуно лојалан Јустинијану, али ништа мање решен да уђе у Равену је прихватио понуду тајећи је и од својих најближих сарадника. У мају 540. године Римљани су ушли у Равену, Велизар је заробио Витигеса и готске великаше, као и Теодорихову ризницу, и објавио да Остроготско краљевство више не постоји. Пошто је у марту 540. године Хозроје I погазио Вечни мир и упао у римску Месопотамију, Велизар је одмах по паду Равене позван у Цариград.

## На силазној путањи

### Велизар, Антонина и Теодора
У јуну 540. године Хозроје је заузео, опљачкао и разорио Антиохију, а у пролеће наредне године Персијанци су заузели Лазику и тиме отворили дуго жељени излаз на Црно море. У исто време са делом војске из Италије Велизар је стигао на Исток и после првих борби у лето 541. године повукао се на римску територију. Узроке треба тражити и у несрећним породичним приликама. Наиме, пошто није имао рођеног сина, Велизар је усвојио извесног Теодосија који је пак, још у време похода против Вандала постао Антонинин љубавник. У лето 541. Фотије, Антонинин син из једне од њених претходних веза, обећао је свом поочиму да ће се побринути за Теодосија. У исто време, Антонина, коју је њен разочарани супруг оставио у Цариграду, је објавила да долази да му се, као и дотада, придружи током војног похода. Велизарово повлачење било је једним делом и његов акт револта против политички моћне неверне супруге. Чим се састао са Антонином моментално ју је ставио под стражу, док је Фотије заточио Теодосија у једној тврђави Киликије. Међутим, тада се у породичну драму умешала царица Теодора тако да је Теодосије ослобођен док је Фотије после тортуре провео три године у тамницама царичине тајне полиције. Велизар је опозван у Цариград где је практично натеран током зиме да се помири са Антонином.

### Теодорино регентсво и Велизаров пад
Читава 541. година показала се врло тешком за Царство: Балкан све до Коринта су опустошили Бугари, Остроготи су за новог краља изабрали способног Баудилу (познатији као Тотила у грчким изворима) и најзад у Египту се појавила бубонска куга које ће довести до пандемије широм цивилизованог света. У пролеће 542. године Велизар је поново ратовао против Персијанаца али је појава епидемије, опасне по обе стране, прекинула непријатељства у лето исте године. Док је Тотила очистио северну и средњу Италију од византијских гарнизона, куга се у мају појавила у Константинопољу и и сам цар се разболео. Врховна власт је незванично прешла у Теодорине руке, а висока политика се поново умешала у Велизарову судбину. Пошто је питање наслеђа престола било отворено, до Теодоре је стигао глас да су Велизар и Буз, главне војсковође на Истоку, изјавили да неће прихватити цара који би био именован у престоници. Обојица су недуго затим опозвани. Буз је смењен и утамничен, а Велизару је одузет велики део имовине и његови букелари су распуштени. Велизару је отворено наговештено да свакога тренутка може да очекује атентаторе. У јесен 542. Јустинијан се ипак опоравио, а 543. године Велизар је најпосле амнестиран због својих наводних греха. Теодора му је пакосно ставила до знања да је остао у животу само захваљујући молбама Антонине.

### Поново у Италији
Велизар је најзад 544. године упућен у Италију, али овога пута са маленом војском коју су чинили Трачани које је окупио о сопственом трошку и са недовољно новца. Пошто се искрцао у Равени у Италији је затекао катастрофално стање: Тотила је већ заузео Напуљ, неисплаћени одреди су бежали на готску страну а чак су и војници са Балкана почели да дезертирају пошто су њихови крајеви сада редовно пустошени од стране Бугара. Крајем 545. године Тотила је опсео Рим, а Велизар у лето 546. године није успео да са око 200 лађа Тибром уђе у Вечни град са појачањем и резервама намирница. Тотила је тако 17. децембра 546. године ушао у Рим чиме је престижу Царства задат тежак ударац. Велизар је са друге стране био неуморан и није дозволио Готима да се консолидују већ је у априлу 547. године поново заузео Рим. Међутим, прилике у Италији су биле тешке по византијску војску, Велизар се једино могао посветити одбрани града праћен сталним несташицама новца и хране. Једини начин да на цариградском двору хитно скрене пажњу на своје тешкоће био је да пошаље Антонину царици Теодори. И пре него што је Антонина стигла, Теодора је 28. јуна 548. године преминула од рака. Пошто се ништа није могло учинити, Велизарова жеља да буде повучен је испуњена. Почетком 549. године Велизар је по други и последњи пут напустио Италију.

## Залазак

### Последњи поход
По повратку у Цариград, Велизар се трајно населио у престоници. Цар га је поново поставио за врховног заповедника Истока а нешто пре 551. године и за команданта гарде протектора (comes protectorum). Јустинијану је преостало свега неколико сарадника из првих, успешнијих година владе, пре свих верни Велизар. Јустинијан га је чврсто држао уз себе и није га више слао на далека бојишта. У периоду између 551. и 553. године Јустинијан је у неколико наврата слао Велизара на челу делегације која је требало да убеди папу Вигилија, који је боравио у Константинопољу, да се појави на Петом васељенском сабору. Међутим, Велизар је ипак остао пре војник него дипломата. У марту 559. године Котригурски Хуни су прешли залеђени Дунав и опустошили Тракију све до Цариграда. Највећи део варвара сручио се на околину Константиновог града и утаборио око 25 km далеко. Јустинијан, тада већ стар 77 година, морао је одговори на овај изазов. Стари Велизар је окупио малену војску од свега 300 искусних ратника уз бројне наоружане грађане престонице и избегле трачке сељаке. Тако сакупљеној војсци Велизарово искуство је донело победу. Велизар је из далека пратио Хуне и разним лукавствима им наметнуо представу о већој бројности његове војске. Најзад, када је 2.000 хунских коњаника пошло на царску војску, Велизар је Хуне ухватио у заседу, где им њихова бројност није могла помоћи, и затим им је нанео огромне губитке. Док је припремао гоњење остатака варварске војске из Цариграда је стигло наређење да се повуче. Велизар је невољно извршио наређење, само да би омогућио Јустинијану да по први и последњи пут лично поведе војску на непријатеље. Цар је без борбе поткупио вођу Хуна, Заверхана, и затим је 11. августа у тријумфу ујахао у Цариград.

### Велизарова смрт
Иако је био у поодмаклим годинама Јустинијан се није јавно изјашњавао о питању ко ће га наследити, тако да су се у његовој околини плеле честе завере. У јесен 562. године откривена је завера против царевог живота коју је сковало неколико официра из Велизарове свите. После тортуре, официри су признали да је на челу завере сам Велизар. У току вечери 5. децембра 562. године Велизар је позван у двор и царско веће га је осудило на кућни притвор. Пресуду је примио мирно, али даљих доказа против њега није било и у јулу 563. године су му враћена сва пређашња достојанства. Велизар је преминуо у марту 565. године у Цариграду, неколико месеци пре смрти његовог господара Јустинијана (умро 14. новембра).

## Суд савременика и каснија традиција
Велизар је по опису свог пријатеља Прокопија био привлачне спољашњости, срдачног понашања и благог карактера. Као војсковођа био је примеран и повремено строг старешина. Током својих похода штитио је цивилно становништво од војника, а војнике са друге стране није излагао непотребним ризицима. Прокопије тврди да је у свакој ситуацији налазио најповољније решење и да га је паника ухватила само једном када је 546. године у околини Рима дочуо гласине да су му Готи заробили супругу. Антонини је и поред свега остао веран и она је на њега вршила велики утицај. Још пре поласка у Африку, Велизар је важио за пребогатог човека. Само захваљујући својим средствима у Италији је имао у личној служби 7.000 најпробранијих букелара. У Риму је касније кружио афоризам да су Остроготску краљевину срушили чланови домаћинства само једног човека.
Слава и богатство донели су Велизару и бројне непријатеље, пре свих моћну царицу Теодору. Готово до самог краја живота Велизар је морао да се правда пред Јустинијаном и трпи сталне обрте среће. Јустинијан је изгледа стално сумњичио свог великог војсковођу, док са друге стране Велизар изгледа није имао политичких амбиција. Становници Цариграда су у 8. веку једну од античких статуа, која је највероватније представљала Аполона или неког од хеленистичких владара, сматрали за Велизаров кип. Византијски песник Јован Цецес забележио је у 12. веку легенду по којој је Јустинијан ослепео Велизара и свео га на просјака који је лутао цариградским улицама. Када је царству запретила опасност, Велизар је ипак помилован. Иако не одражава историјску истину, легенда је касније постала инспирација бројним уметничким делима. Историјски Велизар свакако спада међу највеће војсковође у дугој римско-византијској историји.